# Olleros de Sabero
Olleros de Sabero es una localidad perteneciente al municipio de Sabero, en la provincia de León, en la comunidad autónoma de Castilla y León (España).

## Historia
Olleros eran denominados los artesanos de la Edad Media dedicados a la elaboración y venta de ollas, barreños, ánforas de barro, como lo documenta Sánchez Albornoz en su hermosa obra ”Una ciudad cristiana de hace 1.000 años”.
Se cita a Olleros por vez primera en una donación al Monasterio de Sahagún en 1106 y posteriormente en la documentación del Monasterio de Eslonza.
Este pueblo, al igual que Alejico, por no haber heredado en el pasado terrenos de poblados desapercibidos es muy exiguo en propiedades, razón de su vocación artesanal y de tener que compartir parroquia con Sotillos; pero esto no es obstáculo para que aquí se levante el Humilladero al Santo Cristo, donde pobres y caminantes reciben gratuitamente albergue, un plato caliente de frugal comida, pan y un vaso de vino. Y como todo se hereda, también la devoción al Santo Cristo en honor del que se ha rehecho cofradía.
En 1706 sentó plaza aquí el omañés Manuel Rozas Rabanal y fundó mayorazgo con casa solariega y escudo de armas, que afortunadamente se conserva.
Curiosamente en 1752 el Catastro del Marqués de la Ensenada resume toda su industria en tres molinos y 19 pies de colmena; pero en 1840 las cosas cambian y ya el Ingeniero de Minas califica su terreno como de ”carbonífero rico” y se denuncian inmediatamente cinco ”pertenencias mineras” llegando aquí a su cénit la minería con la explotación a principios del siglo XX del famoso ”Tercero de 0lleros” que hizo arrancar el Ferrocarril minero desde Vegamediana a la Plaza de Olleros y estuvo a punto de forzar una genial salida hasta el Hullero en La Ercina. 
Aquí se registraron sucesos que unas veces terminaron felizmente, como el enterramiento del minero “Pinto” en la Mina de Quemadas, en que todos se afanaron por rescatar su cadáver y a los 10 días aparece ”vivito y coleando” después de racionar y apurar como único alimento la grasa de su vagoneta. Pero no ocurrió así en la tarde dominguera del 9 de octubre de 1931 cuando dos mineros contertulios, dotados como era moda en aquellas calendas de sendas pistolas, se liaron en una fenomenal bronca y el vigilante de plantilla y hombre de orden Paco Salán quiso poner paz y resultó muerto.
Olleros, pueblo por excelencia de mineros, llevó por distintos caminos a nativos como Esteban Corral y Diego Rozas Reyero, quienes después de trabajar juntos en minas asturianas, el primero trajo sus ahorros a la tierra y los invirtió en grandes explotaciones y mejoras de la Comarca, mientras el segundo, vino como portador de la semilla de la “Agrupación Socialista” y del ”Sindicato Minero” y después de cárceles y exilios le arrebató una enfermedad prematura. Tampoco se puede omitir que aquí nació y se crio el primer cura obrero de España, D. Ramiro Recio, a quien su afán misionero le llevó a Cuba y luego le devolvió a su tierra para ser siempre “cura de mineros”.
El rico patrimonio artístico de este pueblo se convirtió en pavesas y humo en el 36 y su curiosa iglesia de tres naves renace ahora de las ruinas de hundimientos y vibraciones de su subsuelo minero, al que sucesivamente se rindieron los barrios de La Canal y La Mata. Para contrarrestar esta masacre urbana nació otro barrio típicamente minero, “Colominas” al que se añadieron los típicos cuarteles de la Iglesia y Santo Cristo. Un almacén se convirtió en “cine obrero”, se levanta un moderno Grupo Escolar, Centro Médico, Casa de Cultura, frontón.

## Situación
Se encuentra en la carretera CL-626.
Otras entidades de población inferiores al municipio de Sabero son:
- Alejico
- Saelices de Sabero
- Sotillos de Sabero

## Evolución demográfica
| 2000 | 2001 | 2002 | 2003 | 2004 | 2005 | 2006 | 2007 | 2008 | 2009 | 2010 | 2011 |
| 683  | 670  | 652  | 633  | 617  | 597  | 590  | 578  | 586  | 564  | 551  | 545  |

- Datos: Q6050148